# نعمت‌نامه نصیرالدین‌شاهی

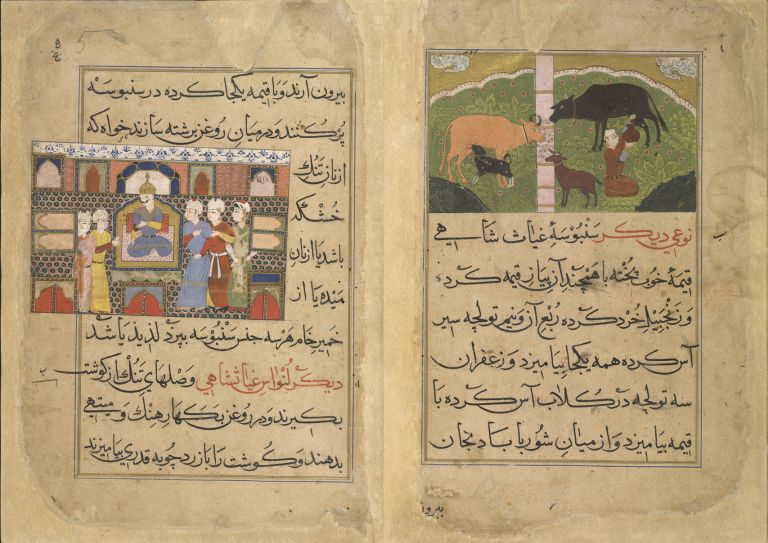
بخشی از متن این برگ: «نوعی دیگر: سنبوسهٔ غیاث‌شاهی: قیمهٔ خوب‌پخته با همچند آن پیاز، قیمه کرده، و زنجبیل خرد کرده و ربع آن و نیم تولچه سیر آس کرده همه یکجا بیامیزد و زعفران سه تولچه در گلاب آس کرده با قیمه بیامیزد و از میان شوربا بادنجان بیرون آرند و با قیمه یکجا کرده در سنبوسه پر کنند و در میان روغن برشته سازند خواه از نان تنُک خشکه باشد یا از نان میده یا از خمیر خام؛ هر سه جنس سنبوسه بپزد، لذیذ باشد.»

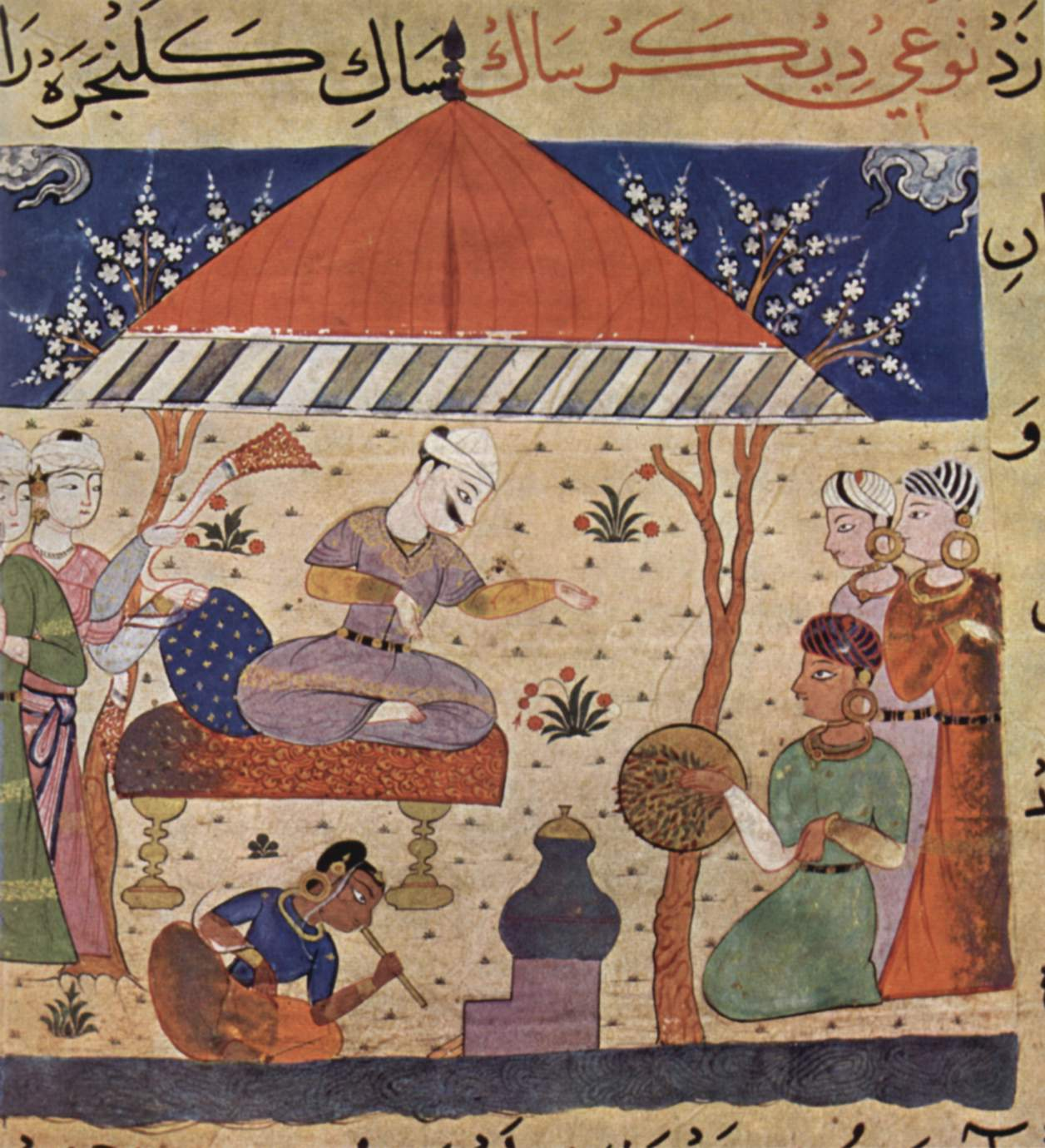
در این مینیاتور، غیاث‌الدین بر کار آشپزی کنیزان نظارت می‌کند. تأثیرات ایرانی در این نگاره در شکل ابرها، درختان گلدار، بته‌ها و پیش‌زمینه تصویر دیده می‌شود. عناصر هندی مختلف چون جامه زنان و تزئینات و رنگ‌ها در تصویر دیده می‌شود.

نعمت‌نامه نصیرالدین‌شاهی کتابی است شامل دستورهای آشپزی به زبان فارسی که در سده شانزدهم میلادی در هند نوشته شده‌است.
این کتاب برای غیاث‌شاه (دوره شاهی: ۱۴۶۹–۱۵۰۰) نوشته شده‌است که پنجمین شاه از شاهان خلجی مالوه بود که در گجرات هندوستان حکومت می‌کردند. غیاث شاه ابن محمودشاه خلجی، یا غیاث‌الدین بن محمود در سال ۸۷۳ ه‍.ق جانشین پدرش سلطان محمود خلجی شد، و در سال ۹۰۶ بسبب ستیزی که میان دو پسر او درگرفت درگذشت؛ و شاید مسموم گردید و مرد.
غیاث‌شاه مردی خوشگذران بود و بیشتر وقت خود را با خوردن و آشامیدن و معاشرت با زنان می‌گذراند. به این منظور کتاب نعمت‌نامه را که آکنده از دستور و تصاویر خوردنی‌ها و آشامیدنی‌های خوش‌گوار است برای او نوشتند اما این کتاب در زمان حکومت پسرش، نصیرالدین، تکمیل شد و به این دلیل نعمت‌نامه نصیرالدین‌شاهی نام گرفت.
دست‌نوشته این کتاب هم‌اینک در مجموعه کتابخانه بریتانیا (بریتیش لایبرری) موجود است.

## نگارگری
در این دوره، سبک نقاشی در شمال هندوستان به شکلی یک‌دست دست یافته بود که از ترکیب دو سبک هندو-چینی و ایرانی حاصل شده‌بود. در سبک شمال هند، به‌طور معمول هندی‌ها را در اندازه کامل تصویر می‌کردند و غیر هندیان را در اندازه سه‌چهارم تناسب واقعی.
در کتاب نعمت‌نامه کوشش‌های اولیه برای درهم‌آمیزی سبک شیراز با سبک‌های هندی در نگارگری دیده می‌شود.
نگاره‌هایی از کتاب نعمت‌نامه نصیرالدین‌شاهی:

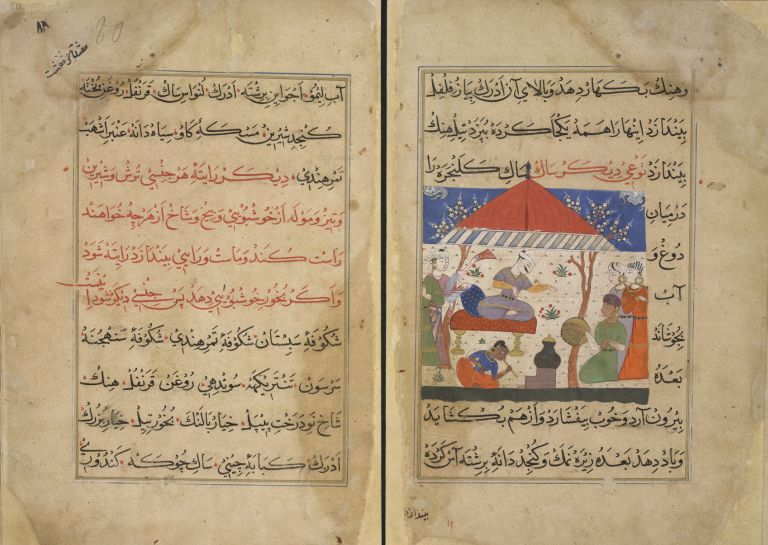
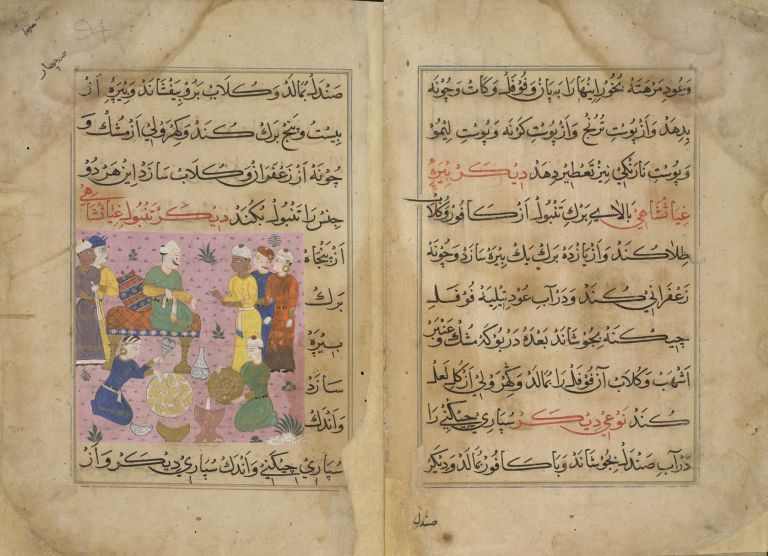
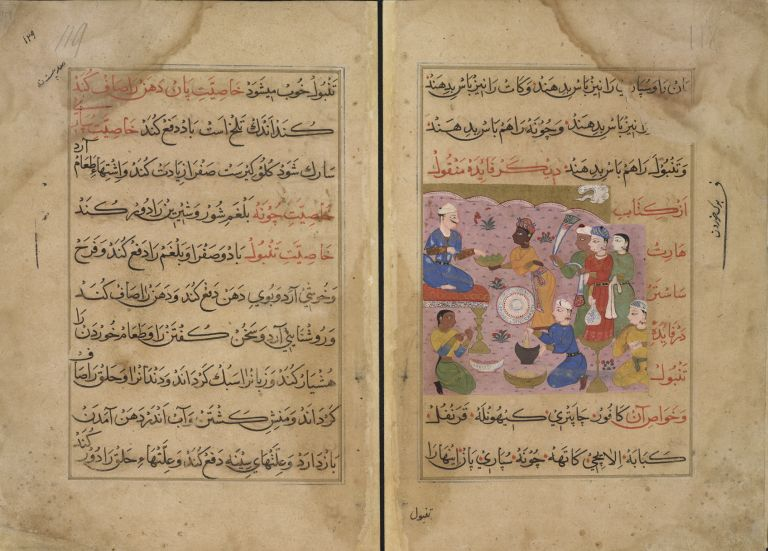